# The Perishers
The Perishers waren eine schwedische Indie-Rock-Band aus Umeå. Sie wurde 1997 von sechs Mitgliedern gegründet und besteht seit 2001 aus Ola Klüft, Martin Gustafson, Pehr Åström und Thomas Hedlund.
Obwohl sie bislang keinen größeren kommerziellen Erfolg aufweisen können, haben sie eine große Fangemeinde in Nordamerika sowie in Europa. Einige ihrer Lieder wurden in bekannten US-amerikanischen Fernsehserien wie O.C., California, Veronica Mars, Grey’s Anatomy, One Tree Hill oder Greek gespielt.
Der Song Trouble Sleeping wurde bei einer Werbeaufnahme zur Serie Grey’s Anatomy gespielt.
Der Song "Sway" wurde bei der serie One Tree Hill gespielt.
Die Band löste sich 2010 nach dem Ausstieg des Sängers Ola Klüft auf. 

## Diskografie
- 2002: From Nothing to One
- 2005: Let There Be Morning
- 2007: Victorious